# Dracula (film fra 1992)
 For alternative betydninger, se Dracula. (Se også artikler, som begynder med Dracula)
Bram Stoker's Dracula er en amerikansk gyserfilm fra 1992 instrueret af Francis Ford Coppola. Filmens hovedroller spilles af Gary Oldman (Grev Dracula) og Anthony Hopkins (Van Helsing).

## Cast
- Gary Oldman som  Grev Dracula / Vlad 3.[3]
- Winona Ryder som  Mina Harker (née Murray) / Elisabeta
- Anthony Hopkins som  Professor Abraham Van Helsing / Priest / Principal Narrator
- Keanu Reeves som  Jonathan Harker
- Richard E. Grant som  Dr. Jack Seward
- Cary Elwes som  Sir Arthur Holmwood
- Billy Campbell som  Quincey P. Morris
- Sadie Frost som  Lucy Westenra
- Tom Waits som  R. M. Renfield
- Monica Bellucci som  Dracula's Bride
- Michaela Bercu som  Dracula's Bride
- Florina Kendrick som  Dracula's Bride
- Jay Robinson som  Mr. Hawkins